# Apodemus pallipes
Apodemus pallipes är en däggdjursart som först beskrevs av Barrett-Hamilton 1900.  Apodemus pallipes ingår i släktet skogsmöss, och familjen råttdjur. Inga underarter finns listade.
Denna gnagare förekommer i centrala Asien. Utbredningsområdet sträcker sig från Afghanistan över Tadzjikistan till sydvästra Kina och centrala Nepal. Arten vistas i bergstrakter och når där nästan 4000 meter över havet. Habitatet utgörs av olika slags skogar med barrträd och rhododendron.
Arten blir 7,2 till 11,0 cm lång (huvud och bål) och har en 7 till 11 cm lång svans. Bakfötterna är 1,9 till 2,2 cm lång och öronen är 1,4 till 1,8 cm stora. Det förekommer en ganska tydlig gräns mellan den ljusbruna till ljus gråbruna pälsen på ovansidan och den vitaktiga pälsen på undersidan. Undersidan har en grå skugga. Även svansen är uppdelad i en brun ovansida och en vit undersida.